# Danh sách vũ khí bộ binh trong Chiến tranh thế giới thứ nhất
Dưới đây là danh sách các vũ khí được sử dụng trong Chiến tranh thế giới thứ nhất:

## Đế quốc Áo-Hung
Vũ khí có cạnh
- M1858/61 Kavalleriesäbel
- M1862 Infanteriesäbel
- M1873 Artilleriesäbel
- M1904 Kavalleriesäbel

Súng bắn pháo sáng
- Hebel M1894

Súng lục
- Browning FN M1900
- Dreyse M1907
- Frommer M1912 Stop
- Gasser M1870, M1870/84 and M1873
- Gasser-Kropatschek M1876
- Mannlicher M1901
- Mauser C96
- Rast & Gasser M1898
- Roth–Sauer M1900
- Roth–Steyr M1907
- Steyr M1912
- Steyr-Pieper M1908
- Steyr-Pieper M1909
- Werder M1869

Súng tiểu liên
- Steyr M1912 doppel machinen pistole (Phiên bản 2 nòng)
- Steyr M1912/P16 machinen pistole (phiên bản 1 nòng)

Súng trường
- GRC Gewehr 88/05
- Kropatschek M1886 and M1893
- Mannlicher M1886/88
- Mannlicher M1888 and M1888/90
- Mannlicher M1890 Carbine
- Mannlicher M1893
- Mannlicher M1895
- Mannlicher–Schönauer M1903/14
- Mauser Gewehr 98
- Mauser M1903
- Mondragón M1908
- Steyr-Mauser M1912
- Wänzl M1867
- Werndl-Holub M1867

Súng máy
- DWM MG 08
- Madsen M1902
- Schwarzlose M1907 and M1907/12
- Schwarzlose M1916 and M1916A
- Škoda M1893 and M1902
- Škoda M1909 and M1913

Lựu đạn
- M1915, M1916 and M1917 Stielhandgranate
- M1917 Eierhandgranate
- Rohr Handgranate

Pháo cối
- 7.5cm M1917 Minenwerfer
- 9cm M1914 and M1914/16 Minenwerfer
- 9cm M1917 Minenwerfer
- 12cm M1915 Minenwerfer
- 12cm M1916 Luftminenwerfer
- Ehrhardt 10.5cm M1915 Luftminenwerfer
- Esslingen 15cm M1915 Luftminenwerfer
- Granatenwerfer 16[1]
- Lanz 9.15cm M1914 leicht Minenwerfer
- Roka-Halasz 8cm M1915 Luftminenwerfer
- Schnellwerfer[1] (Grenade mortar)
- Škoda 14cm M1915 and M1916 Minenwerfer

Súng hỗ trợ
- Škoda 3.7cm M1915 Infanteriegeschutz

## Vương quốc Bỉ
Súng lục
- Browning FN M1900
- Browning FN M1903
- Browning FN M1910
- Colt M1903 Pocket Hammerless
- Nagant M1895
- Ruby M1914

Shotguns
- Browning Auto-5 (Used by Garde Civique)

Súng trường
- Albini M1867
- Berthier M1892/16
- Comblain M1882, M1883 and M1888
- Gras M1874
- Lebel M1886/93
- Mauser M1889
- Mauser M1893

Súng máy
- Chauchat M1915
- Colt–Browning M1895/14
- Hotchkiss M1909
- Hotchkiss M1914
- Lewis M1914
- Maxim M1911

Lựu đạn
- F1 M1915, M1916 and M1917
- No.5, No.23 and No.36
- Viven-Bessières M1916 rifle grenade

Pháo cối
- Saint Chamond 142mm M1915 Delattre[2]
- Schneider 75mm M1915
- Van Deuren 70mm M1915[3]

## Đế quốc Anh
Vũ khí có cạnh
- Kukri (Sử dụng bởi các trung đoàn Gurkha)
- Lưỡi lê M1907

Súng bắn pháo sáng
- Webley & Scott Mark III

Súng lục
- Colt M1903 Pocket Hammerless
- Colt M1909 New Service
- Colt M1911
- Enfield Mk I and Mk II
- Lancaster M1860
- Mauser C96
- Smith & Wesson M1899
- Smith & Wesson M1917
- Smith & Wesson No.3
- Smith & Wesson Triple Lock
- Webley–Fosbery Automatic (Private purchase by officers only)
- Webley M1872 British Bull Dog
- Webley Mk IV, Mk V and Mk VI
- Webley Self-Loading Mk I

Súng trường
- Arisaka Type 30 (Chỉ Hải quân Hoàng gia và phòng thủ nội địa)
- Arisaka Type 38
- Elephant gun (Sử dụng đặc biệt chống lại áo giáp bắn tỉa )
- Enfield Pattern P1914
- Farquhar–Hill Pattern P1918 (Chỉ thử nghiệm trong quân đội )
- Farquharson M1872[cần dẫn nguồn]
- Lee–Enfield Magazine Mk I
- Lee–Enfield Short Magazine Mk I, Mk II and Mk III
- Lee–Metford Mk I and Mk II
- Lee–Speed No.1 and No.2
- Mauser–Verqueiro M1904 (sử dụng bởi lực lượng Anh ở Nam Phi)
- Marlin M1894[cần dẫn nguồn]
- Martini–Enfield Mk I and Mk II
- Martini–Henry Mk IV
- Remington M1901 Rolling Block
- Remington Model 14-1/2
- Ross Mark III
- Snider–Enfield Mk III[cần dẫn nguồn]
- Winchester M1886 (Phi đội bay hoàng gia)
- Winchester M1892 (Hải quân Hoàng gia)
- Winchester M1894
- Winchester M1895[cần dẫn nguồn]
- Winchester M1907 (120 khẩu cho phi đội bay hoàng gia)
- Winchester M1910

Súng máy
- Colt–Browning M1895/14 (Quân đội Canada )
- Browning M1917
- Hotchkiss Mk I
- Lewis Mk I
- Madsen machine gun (Ấn Độ)
- Maxim M1884
- Súng máy Vickers

## Vương quốc Bulgaria
Súng lục
- Beholla M1915
- Browning FN M1903
- Frommer M1912 Stop
- Luger P08
- Mauser C96
- Nagant M1895
- Smith & Wesson No.3

Súng trường
- Berdan M1870
- Gras M1874
- Krnka M1867
- Mannlicher M1886/88
- Mannlicher M1888 and M1888/90
- Mannlicher M1890
- Mannlicher M1895
- Mauser Gewehr 71
- Súng trường mosin

Súng máy
- DWM MG 08
- Madsen M1902
- Maxim M1904 and M1907
- Saint Étienne M1907
- Schmeisser-Dreyse MG 12[4]
- Schwarzlose M1907/12

Súng phun lửa
- Kleinflammenwerfer M1911

## Đệ Tam Cộng Hòa Pháp
Vũ khí có cạnh
- Clous Français

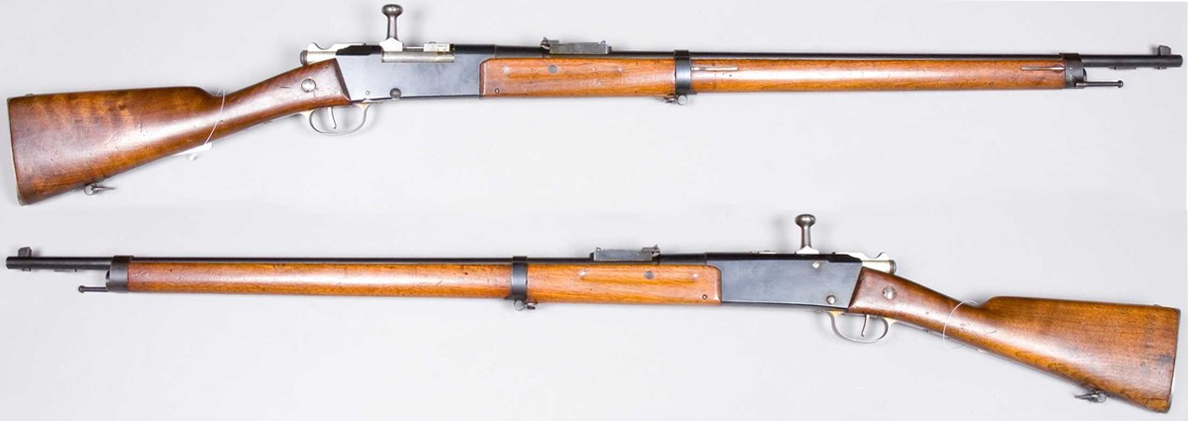
Súng trường Lebel 1886

- Lebel M1886/14 poignard baïonnette
- M1882 le sabre d'officier d'infanterie
- M1916 couteau poignard

Súng lục
- Browning FN M1900
- Chamelot–Delvigne M1873 and M1874
- Colt M1892
- Colt M1911
- Ruby M1914
- Saint Étienne M1892
- Savage M1907
- Smith & Wesson M1899
- Star M1914

Súng Trường
- Berthier M1890, M1892, M1892/16, M1902, M1907, M1907/15 and M1916
- Chassepot M1866/74
- Gras M1874 and M1874/14
- Kropatschek M1884 and M1885
- Súng trường lebel 1886
- Lee–Metford Mk I and Mk II
- Meunier M1916
- Remington M1867 and M1914 Rolling Block
- Remington Model 8
- Remington–Lee M1887
- RSC M1917 and M1918
- Winchester M1894
- Winchester M1907
- Winchester M1907/17
- Winchester M1910

Súng trường
- Chauchat M1915
- Colt–Browning M1895/14
- Darne M1916
- Hotchkiss M1909
- Hotchkiss M1914
- Puteaux M1905
- Saint Étienne M1907 and M1907/16

Lựu đạn
- Bezossi M1915[5]
- F1 M1915, M1916 and M1917
- OF1 M1915 grenade[5]
- P1 M1915 grenade[5]
- Suffocante M1914 and M1916 gas grenade[5]
- M1847 ball grenade[5]
- M1914 ball grenade[5]
- M1918 anti-tank grenade
- Pig iron lighting grenade[5]
- Bertrand M1915 and M1916 gas grenade[5]
- Foug M1916 grenade[5]
- IIIrd army grenade[5]
- DR M1916 rifle grenade[5]
- Feuillette rifle grenade[5]
- Viven-Bessières M1916 rifle grenade

Súng phun lửa
- P3 and P4 portable flamethrower
- Schilt portable flamethrower

Pháo cối
- Aasen 88.9mm M1915
- Saint Étienne 58mm T No.1
- Saint Étienne 58mm T No.2
- Schneider 75mm M1915
- Van Deuren 70mm M1915[3]

Súng hỗ Trợ
- Puteaux 37mm M1916

## Đế Quốc Đức
Vũ khí có cạnh
- M1889 Infanteriesäbel
- Seitengewehr 84/98 III
- Seitengewehr 98/05

Súng bắn pháo sáng
- Hebel M1894

Súng lục
- Bayard M1908
- Beholla M1915
- Bergmann–Bayard M1910
- Dreyse M1907
- Frommer M1912 Stop
- Langenhan M1914 Selbstlader
- Luger P04 and P08
- Mauser C96
- Mauser C78 and C86 Zig-Zag
- Mauser M1910 and M1914
- Reichsrevolver M1879 and M1883
- Schwarzlose M1908
- Steyr M1912

Súng tiểu liên
- Bergmann MP 18-I

Súng trường
- Elefantengewehr

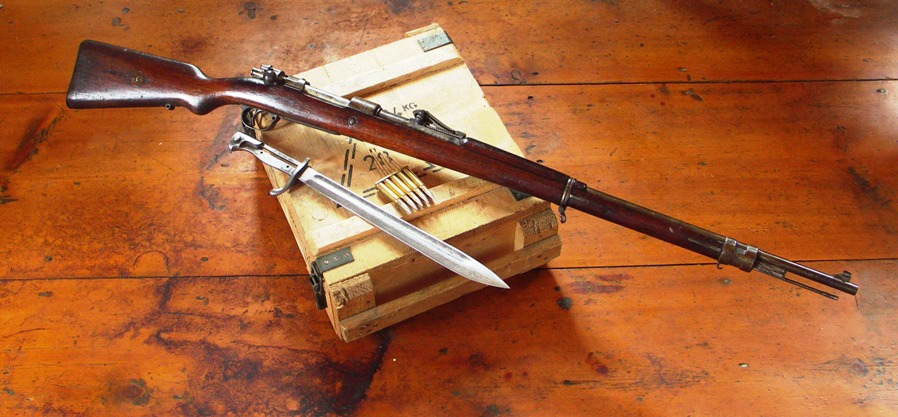
Súng trường Mauser Gewehr 98 với lưỡi lê

- GRC Gewehr 88/05, Gewehr 88/14, Gewehr 91 and Karabiner 88
- Mauser Gewehr 71 and 71/84
- Mauser Gewehr 98
- Mauser Karabiner 98A
- Mauser M1887
- Mauser M1915 and M1916 Selbstlader
- Mondragón M1908
- Werder M1869

Súng máy
- Bergmann MG 15 (Làm lạnh bằng nước)
- Bergmann MG 15nA (Làm lạnh bằng không khí)
- DWM MG 99, MG 01, MG 08, MG 08/15, MG 08/18 and MG 09
- DWM Parabellum MG 14 and MG 14/17
- Gast M1917
- Madsen M1902
- Schmeisser-Dreyse MG 12, MG 15 and MG 18[4]

Lựu đạn
- M1913 Karabingranate[1]
- M1914 Karabingranate[1]
- M1917 Karabingranate[1]
- M1913 Kugelhandgranate
- M1915 Kugelhandgranate NA
- M1915 Diskushandgranate[1] (Offensive version and defensive version)
- M1915, M1916 and M1917 Stielhandgranate
- M1917 Eierhandgranate

Mìn chống tăng
- Flachmine 17

Súng phun lửa
- Flammenwerfer M1916
- Kleinflammenwerfer M1911
- Wechselapparat Flammenwerfer M1917

Pháo cối
- Granatenwerfer 16[1]
- Lanz 9.15cm M1914 leicht Minenwerfer
- Rheinmetall 7.58cm M1914 leicht Minenwerfer AA and NA
- Rheinmetall 17cm M1913 mittler Minenwerfer

Súng hỗ trợ
- Krupp 7.62cm L/16.5 Infanteriegeschütz
- Krupp 7.7cm L/20 Infanteriegeschütz
- Krupp 7.7cm L/27 Infanteriegeschütz

Vũ khí chống tăng
- Becker 2cm M2 Tankabwehrgewehr
- DWM 1.32cm MG 18 Tank und Flieger
- Mauser 1.3cm M1918 Tankgewehr
- Rheinmetall 3.7cm M1918 Tankabwehrkanone

Vũ khí chống máy bay
- Becker 2cm M2 Flugzeugabwehrgewehr
- DWM 1.32cm MG 18 Tank und Flieger
- Krupp 3.7cm L/14.5 Sockelflugzeugabwehrkanone
- Krupp 7.62cm L/30 Flugzeugabwehrkanone
- Krupp 7.7cm L/27 Flugzeugabwehrkanone
- Krupp 7.7cm L/35 Flugzeugabwehrkanone

## Vương quốc HY Lạp
Vũ khí có cạnh
- Lưỡi lê

Súng lục
- Bergmann-Bayard M1903 and M1908
- Browning FN M1900
- Browning FN M1903
- Chamelot-Delvigne M1873, M1874 and M1884
- Colt M1907 Army Special
- Mannlicher M1901
- Nagant M1895
- Ruby M1914

Súng trường
- Berthier M1892, M1892/16, M1907/15 and M1916
- Gras M1874 and M1874/14
- Lebel M1886/93
- Mannlicher M1895
- Mannlicher-Schönauer M1903 and M1903/14

Súng máy
- Chauchat M1915
- Colt-Browning M1895/14
- Hotchkiss M1914
- Saint Étienne M1907/16
- Schwarzlose M1907/12

Lựu đạn
- F1 M1915, M1916 and M1917
- Improvised bombs and grenades

Pháo cối
- Stokes mortar

## Vương Quốc Ý
Vũ khí có cạnh
- M1891 sciabola baionetta (Lưỡi lê kiếm)

Súng lục
- Beretta M1915
- Bodeo M1889
- Brixia M1913
- Chamelot–Delvigne M1873 and M1874
- Glisenti M1910
- Mauser C96
- Ruby M1914
- Smith & Wesson No.3

Súng tiểu liên
- Beretta M1918
- Villar-Perosa M1915

Súng trường
- Berthier M1892, M1892/16, M1907/15 and M1916
- Carcano M1891
- Lebel M1886/93
- Vetterli M1870, M1870/87 and M1870/87/15

Súng máy
- Chauchat M1915
- Colt–Browning M1895/14
- Fiat–Revelli M1914
- Gardner M1886
- Hotchkiss M1914
- Lewis Mk I
- Maxim M1906 and M1911
- Nordenfelt M1884
- Perino M1908
- Saint Étienne M1907
- Vickers Mk I

Lựu đạn
- Bezossi M1915[5]
- Lenticolare M1914

Súng phun lửa
- Schilt portable flamethrower

Pháo cối
- Stokes mortar
- Saint Étienne 58mm T No.2

## Đế Quốc Nhật Bản
Vũ khí có cạnh
- Guntō
- Lưỡi lê kiểu 30

Súng lục
- Hino–Komuro M1908
- Meiji Type 26
- Nambu Type B
- Smith & Wesson No.3

Súng trường
- Arisaka Type 30
- Arisaka Type 35
- Arisaka Type 38
- Arisaka Type 44 Carbine

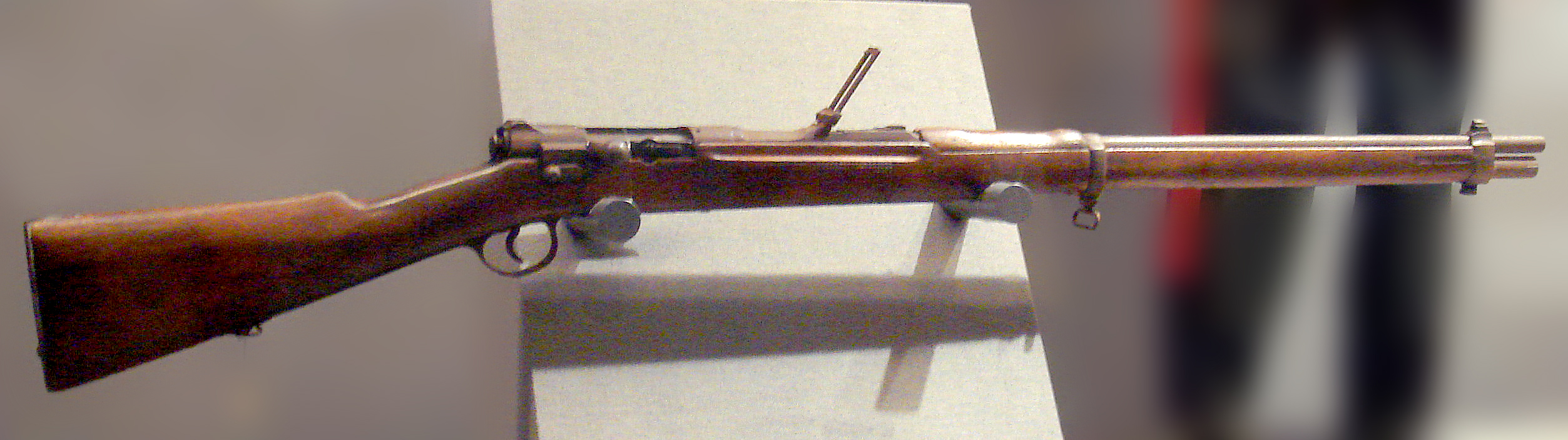
Súng trường Murata

- Murata Type 13, Type 18 and Type 22
- Snider-Enfield

Súng máy
- Hotchkiss M1900
- Nambu Type 3

## Vương Quốc Montenegro
Súng lục
- Gasser M1870/74 and M1880
- Mannlicher M1901
- Rast & Gasser M1898
- Smith & Wesson M1899
- Smith & Wesson No.3

Súng trường
- Berdan M1870
- Gras M1874
- Mosin–Nagant M1891
- Wänzl M1867
- Werndl-Holub M1867

Súng máy
- DWM MG 08
- Maxim M1906 and M1912
- súng đa nòng Nordenfelt

## Đế Quốc Ottoman
Súng lục
- Beholla M1915
- Browning FN M1903
- Frommer M1912 Stop
- Luger P08
- Mauser C96
- Smith & Wesson No.3

Súng tiểu liên
- Bergmann MP 18-I

Súng trường
- GRC Gewehr 88/05
- Martini–Henry Mk I
- Mauser Gewehr 98
- Mauser M1887
- Mauser M1890
- Mauser M1893
- Mauser M1903, M1905 and M1908
- Peabody–Martini–Henry M1874
- Remington M1866 Rolling Block
- Snider–Enfield Mk III
- Winchester M1866

Súng máy
- Bergmann MG15nA
- DWM MG 08 and MG 08/15
- Hotchkiss M1900
- Maxim machine gun
- Nordenfelt multiple barrel gun
- Schwarzlose M1907/12

Lựu đạn
- M1915, M1916, M1917 Stielhandgranate

Súng phun lửa
- Kleinflammenwerfer M1911

## Cộng hòa Bồ Đào Nha
Súng lục
- Luger P08
- Saint Étienne M1892
- Savage M1907
- Smith & Wesson No.3

Súng trường
- Kropatschek M1886
- Lee–Enfield Short Magazine Mk III (Used by Portuguese forces on the Western Front)
- Mauser-Verqueiro M1904
- Portuguese Mannlicher M1896

Súng máy
- Lewis M1917
- Vickers Mk I

Pháo cối
- Stokes mortar

## Vương quốc Romania
SÚng lục
- Nagant M1895
- Ruby M1914
- Saint Étienne M1892
- Smith & Wesson No.3
- Steyr M1912

Súng trường
- Berthier M1907/15
- Gras M1874
- Lebel M1886/93
- Mannlicher M1888/90
- Mannlicher M1893
- Mannlicher M1895
- Mosin–Nagant M1891
- Peabody–Martini–Henry M1879
- Vetterli M1870/87

Súng máy
- Chauchat M1915
- Colt–Browning M1895/14
- DWM MG 08
- Hotchkiss M1914
- Lewis Mk I
- Maxim M1907 and M1909
- Saint Étienne M1907
- Schwarzlose M1907/12
- Vickers Mk I

## Đế quốc Nga

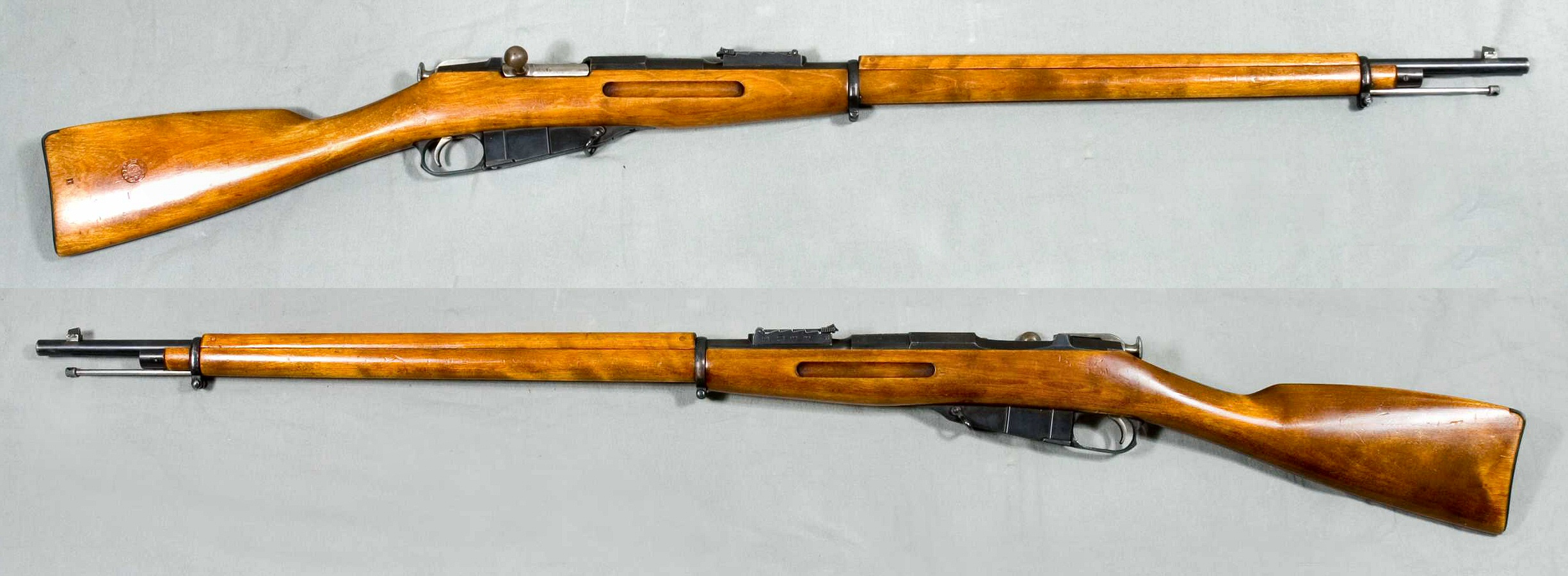
Súng trường Mosin-Nagant M91

Vũ khí có cạnh
- Khanjali
- Shashka

Súng lục
- Browning FN M1903
- Colt M1911
- Luger P08
- Mauser C96
- Nagant M1895
- Smith & Wesson No.3

Súng trường
- Arisaka Type 30
- Arisaka Type 35
- Arisaka Type 38
- Berdan M1868 and M1870
- Berthier M1907/15
- Carl M1865
- Chassepot M1866/74
- Súng trường tự động Fyodorov
- Gras M1874
- Krnka M1867
- Kropatschek M1878 and M1884
- Lebel M1886/93
- Mosin–Nagant M1891 and M1907
- Murata rifle
- Martini-Henry
- Remington M1910 Rolling Block
- Snider-Enfield
- Springfield M1892
- Vetterli M1870 and M1870/87
- Winchester M1873
- Winchester M1876
- Winchester M1886
- Winchester M1892
- Winchester M1895
- Winchester M1907
- Winchester M1910

Súng máy
- Chauchat M1915
- Colt–Browning M1895/14
- Hotchkiss M1909
- Lewis Mk I and M1917
- Madsen M1902
- Maxim M1905
- Maxim M1910
- Vickers Mk I

Lựu đạn
- Rdultovsky M1912 lantern grenade
- Rdultovsky M1914 and M1917

Súng phun lửa
- Tovarnitski portable flamethrower

Pháo cối
- Aasen 88.9mm M1915
- GR 90mm M1915

Súng hỗ trợ
- Rosenberg 37mm M1915

## Vương quốc Siberia
Súng lục
- Chamelot–Delvigne M1873, M1874 and M1876
- Gasser M1870/74
- Luger P08
- Mauser C96
- Zastava M1871
- Zastava M1891
- Ruby M1914

Súng lục
- Berdan M1868 and M1870
- Berthier M1892, M1892/16 and M1907/15
- Gras M1874
- Lebel M1886/93
- Zastava M1870
- Zastava M1880
- Zastava M1899
- Zastava M1910
- Mosin–Nagant M1891

Súng máy
- Chauchat M1915
- DWM MG 08
- Hotchkiss M1914
- Lewis Mk I
- Zastava M1905
- PM M1910
- Schwarzlose M1907/12

Lựu đạn
- Vasić M1912

Súng phun lửa
- Schilt portable flamethrower

Pháo cối
- Saint Étienne 58mm T No.2

## Hoa Kỳ
Vũ khí có cạnh
- Bolo knife
- M1905 bayonet
- M1917 bayonet
- M1917 and M1918 trench knife

Súng lục
- Colt M1873 Single Action Army
- Colt M1889
- Colt M1892
- Colt M1900
- Colt M1903 Pocket Hammerless
- Colt M1905 Marine Corps
- Colt M1909 New Service
- Colt M1911
- Colt M1917
- Savage M1907
- Smith & Wesson M1899
- Smith & Wesson M1917

Shotguns
- Browning Auto-5
- Remington M1910-A
- Winchester Model 1897
- Winchester M1912

Súng trường
- Berthier M1907/15
- Browning M1918
- Enfield M1917
- Lee–Enfield Short Magazine Mk III
- Lee M1895 Navy
- Springfield M1873
- Springfield M1896 and M1898
- Springfield M1903
- Winchester M1886
- Winchester M1892
- Winchester M1894
- Winchester M1895
- Winchester M1907
- Winchester M1910

Súng máy
- Benét–Mercié M1909
- Browning M1917
- Chauchat M1915 and M1918
- Colt–Browning M1895/14,
- Colt–Vickers M1915
- Gatling gun
- Hotchkiss M1914
- Lewis M1917
- M1918 Browning Automatic Rifle

Lựu đạn
- F1 M1916
- Mk 1 grenade
- Mk 2 grenade
- Mk 3 grenade
- No.5, No.23 and No.36 (Còn được biết dưới cái tên"Mills")
- Viven-Bessières M1916 rifle grenade

Pháo cối
- Livens Projector
- Newton 6-inch mortar
- Saint Étienne 58mm T No.2
- Stokes mortar

Súng hỗ trợ
- Puteaux 37mm M1915